# Horizon-Klasse (1990)
Die Horizon-Klasse war eine Baureihe von zwei zwischen 1990 und 1992 fertiggestellten Kreuzfahrtschiffen, die für die griechische Reederei Chandris für deren Ableger Celebrity Cruises in der Meyer Werft in Papenburg in Auftrag gegeben wurden. Das Typschiff Horizon war bei seiner Ablieferung das größte bis dahin in Deutschland gebaute Kreuzfahrtschiff und zudem der erste Neubau für Celebrity. Die Horizon und die Zenith wurden 2005 und 2007 nach jeweils fünfzehnjähriger Dienstzeit verkauft. Zuletzt fuhren die Schwesterschiffe wieder zusammen für den spanischen Kreuzfahrtanbieter Pullmantur Cruises. Im Zuge der COVID-19-Pandemie wurden beide Schiffe im Frühjahr 2020 ausgemustert, ein geplanter Einsatz der Zenith als The Zenith für die Organisation Peace Boat blieb unverwirklicht. 2022 erfolgte der Abbruch beider Schiffe.

## Entstehung und Bau

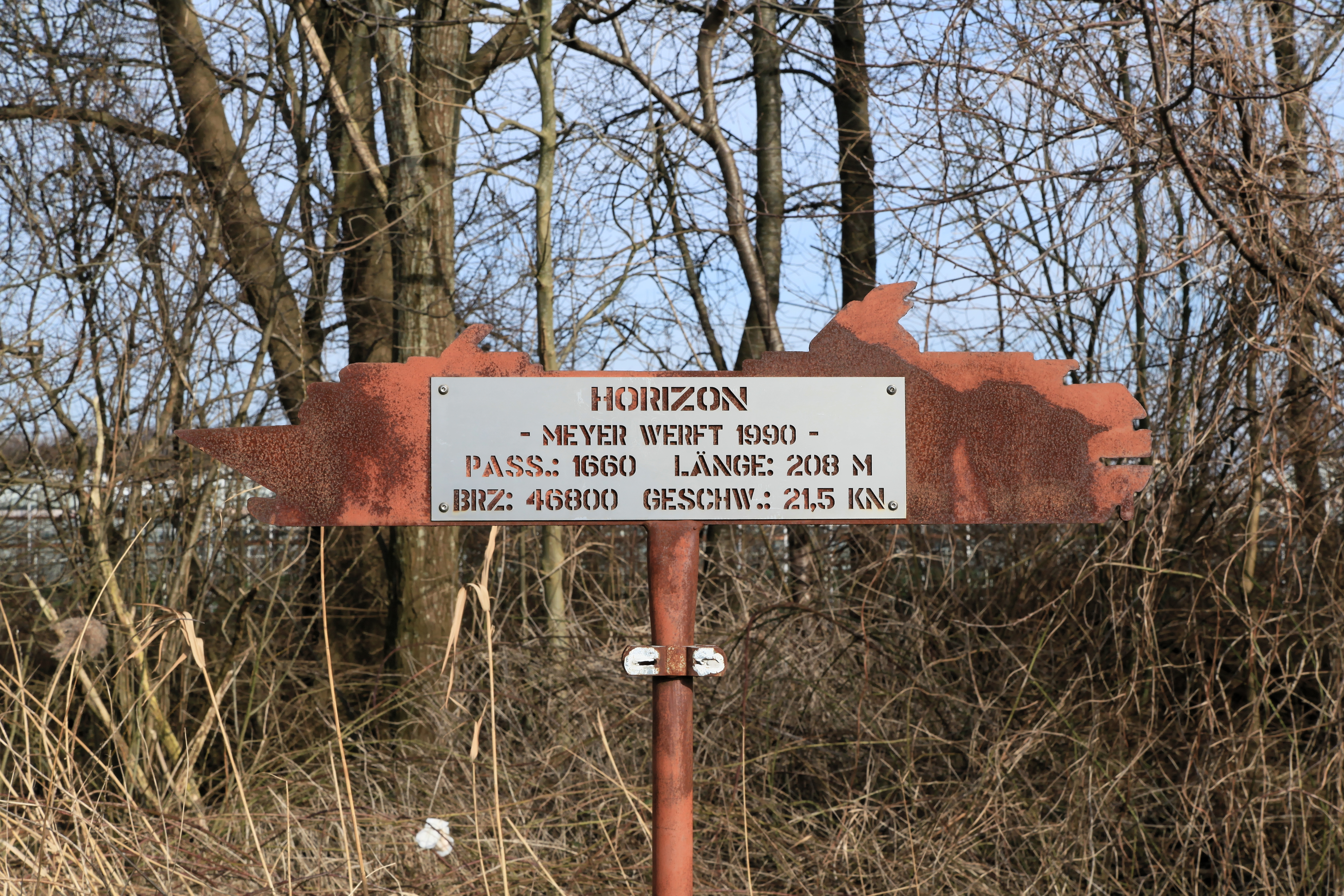
Infoschild zur Horizon am Kreuzfahrtweg bei Westoverledingen

Die Horizon-Klasse entstand als erstes Neubauprojekt der 1989 aus der griechischen Reederei Chandris hervorgegangenen Celebrity Cruises, die zum Zeitpunkt ihrer Gründung mit der bereits fast dreißig Jahre alten Meridian nur ein einziges Kreuzfahrtschiff hatten, welches mit den Neubauten konkurrierender Reedereien nicht mithalten konnte. Das Typschiff Horizon wurde am 27. Mai 1988 (also noch vor der Gründung von Celebrity Cruises unter Regie von Chandris) in der Meyer Werft in Papenburg auf Kiel gelegt und am 30. April 1990 an Celebrity Cruises abgeliefert. Die Horizon war zu diesem Zeitpunkt das größte je in Deutschland erbaute Kreuzfahrtschiff. Im März 1992 folgte die in ihren Abmessungen fast identische, in der Tonnage aber geringfügig größere Zenith.
Die beiden Einheiten der Horizon-Klasse zeichneten sich vor allem durch ihr markantes Design mit vielen Kanten und Winkeln aus, die den Schiffen ein für die damalige Zeit sehr modernes Erscheinungsbild gaben und von der Bauwerft als „selbstbewusst“ bezeichnet wird. Als weiteres Novum galt die komplett mit Glas verkleidete Kommandobrücke der Schwesterschiffe.
Beide Einheiten kosteten je etwa 175 Millionen US-Dollar. Sie sollten den höherpreisigen Kreuzfahrtsektor bedienen und so Celebrity als Premiummarke von Chandris etablieren. Das äußere Design der Schiffe stammte vom Konstrukteur John Bannenberg, die Innenausstattung entwarfen der Grieche Michael Katsourakis und der Brite John McNeece.

## Dienstzeit

### Celebrity Cruises
Nach ihrer Ablieferung wurden die zwei Einheiten der Horizon-Klasse vorwiegend für Kreuzfahrten in die Karibik, zu den Bermudas oder nach Alaska eingesetzt. Startpunkt der Reisen nach Bermuda war zumeist New York City. Sie blieben bis 1995 die Flaggschiffe der zu diesem Zeitpunkt aus nur drei Schiffen bestehenden Reederei, ehe sie von den drei Einheiten der weitaus größeren Century-Klasse in dieser Funktion abgelöst wurden. 1997 ging Celebrity Cruises in den Besitz der US-amerikanischen Royal Caribbean Group über.
Beide Schiffe blieben insgesamt fünfzehn Jahre lang für Celebrity Cruises in Dienst: Die Horizon wurde 2005 als Island Star an Island Cruises verkauft, die Zenith ging 2007 unter ihrem alten Namen an Pullmantur Cruises, die wie Celebrity zu Royal Caribbean Group gehörten.

### Spätere Dienstzeit
Die ehemalige Horizon wurde nach ihrer Übernahme durch Island Cruises bis 2006 umgebaut und mit einem zusätzlichen Passagierdeck ausgestattet. Ihre Tonnage erhöhte sich dabei auf 47.427 BRZ, womit sie nun das größere der beiden Schwesterschiffe war. 2009 ging auch sie an Pullmantur Cruises und erhielt nach einer kurzen Umbenennung in Pacific Dream 2010 wieder ihren alten Namen zurück. Beide Einheiten der Horizon-Klasse fuhren somit wieder gemeinsam für dieselbe Reederei. Mit Ausnahme eines dreijährigen Einsatzes der Horizon für die französische Croisières de France zwischen 2014 und 2017 blieb bis zur Ausmusterung beider Schiffe der Fall.

## Verbleib

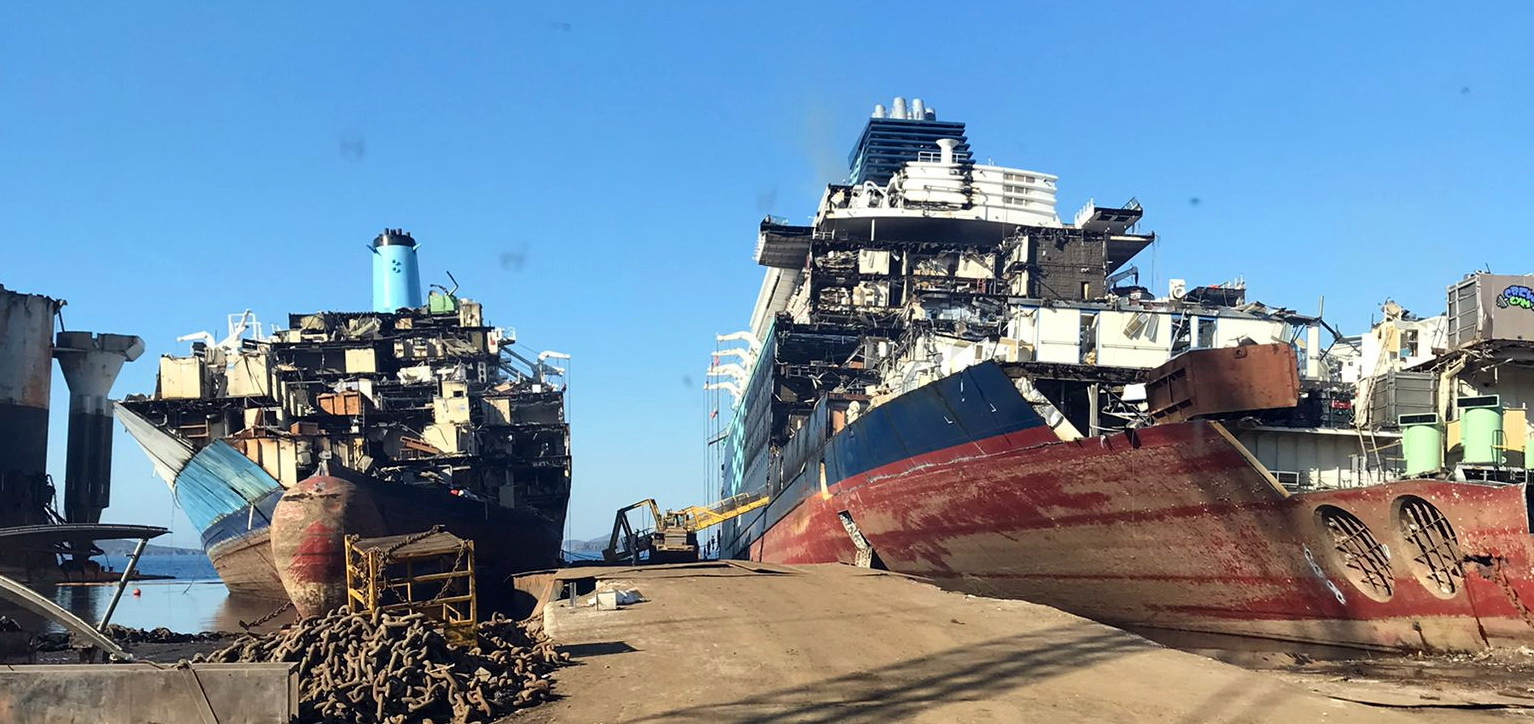
Die Horizon (rechts) beim Abbruch in Aliağa

Aufgrund der COVID-19-Pandemie mussten im Frühjahr 2020 beide Einheiten der Horizon-Klasse vorläufig aufgelegt werden. Es sollte für beide Schiffe die endgültige Ausmusterung werden. Ihr ehemaliger Betreiber Pullmantur Cruises musste im selben Jahr Insolvenz anmelden.
Die Horizon lag die nächsten zwei Jahre im griechischen Eleusis, ein Kaufinteressent fand sich für sie nicht. Im August 2022 traf das 32 Jahre alte Schiff daher als Ori zum Abbruch im türkischen Aliağa ein.
Die Zenith schien zunächst einen neuen Betreiber gefunden zu haben: Bereits 2019 wurde eine Übernahme des Schiffes als The Zenith in Charter durch die japanische Nichtregierungsorganisation Peace Boat beschlossen, die Ablieferung erfolgte Anfang 2020. Doch aufgrund der Pandemie zerschlugen sich die Pläne für einen geplanten Einsatz der The Zenith, die fortan im griechischen Lavrio auflag. Nach einem weiteren Zwischenverkauf als TSM Singapore an einen in den Vereinigten Arabischen Emiraten ansässigen Eigner wurde sie ab September 2022 als Singa im indischen Alang abgewrackt.

## Ausstattung

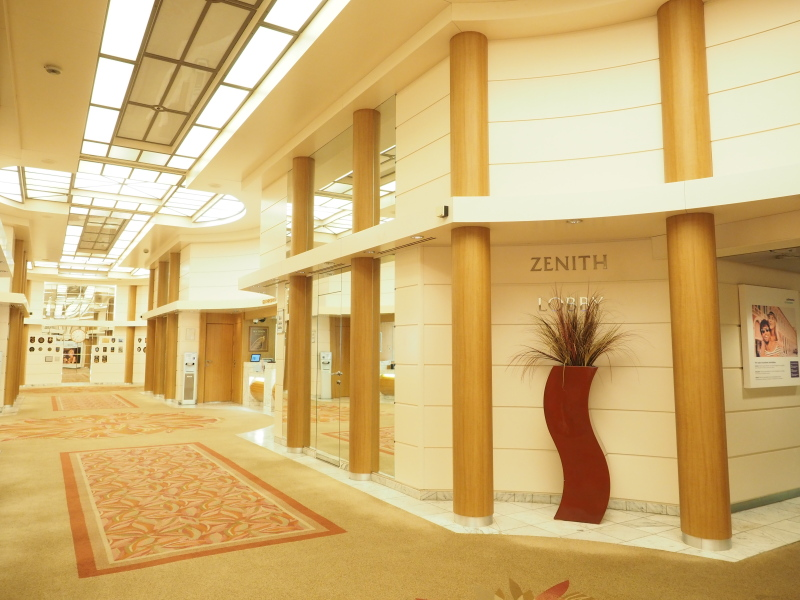
Die Lobby der Zenith

Die Schiffe der Horizon-Klasse boten ihren Passagieren einen hohen Standard. So wurde das Typschiff Horizon nach seiner Jungfernfahrt von der zeitgenössischen Presse vor allem aufgrund ihrer Geräumigkeit gelobt. Die Kabinen waren mit einer durchschnittlichen Größe von knapp 16 Quadratmetern größer als zu jener Zeit üblich. Von den 677 Passagierkabinen waren 533 Außenkabinen oder Suiten.
Zur Ausstattung der Horizon-Klasse zählten neben dem Hauptspeisesaal mehrere Lounges, Bars, Whirlpools, Saunen und ein Fitnessraum. Der markanteste öffentliche Raum an Bord war die mit viel Glas und Spiegeln ausgestattete Lobby der Schiffe, die sich in ihrer Höhe über zwei Decks erstreckte.
Die Horizon-Klasse besaß die zu diesem Zeitpunkt modernsten Navigationssysteme. Die von MAN B&W gebaute Maschinenanlage mit 19.980 kW brachte die Schiffe auf eine Höchstgeschwindigkeit von 21,5 Knoten (etwa 40 km/h).

## Einheiten der Klasse
| Horizon | S. 619 | 8807088 | 31. Oktober 1989 30. April 1990 | 46.811 BRZ | 2005 an Island Cruises, 2022 in Aliağa abgewrackt    |
| Zenith  | S. 620 | 8918136 | 31. Oktober 1991 4. März 1992   | 47.255 BRZ | 2007 an Pullmantur Cruises, 2022 in Alang abgewrackt |